# Constituição de São Marino
A Constituição de São Marino é a lei máxima de San Marino.

## História
É distribuída por vários instrumentos legislativos, dos quais os mais importantes são os Estatutos de 1600 e a Declaração dos Direitos do Cidadão de 1974, emendada em 2002. O sistema constitucional tem influências do Corpus Juris Civilis e do direito consuetudinário romano.  É considerada atualmente a mais antiga constituição sobrevivente de qualquer estado existente no mundo. Apesar de por muito tempo terem acreditado que a constituição dos Estados Unidos da América teria sido a mais antiga constituição do mundo, atualmente sabe-se que isso não é verdade.

## Os Estatutos de 1600
O atual sistema jurídico da República de San Marino começou em 8 de outubro de 1600. O governo deu força obrigatória a uma compilação de Estatutos escrita por Camillo Bonelli, cobrindo as instituições e práticas do governo e da justiça do país naquele momento. Foi escrito em latim e contido em seis livros. O título em latim é "Statuta Decreta ac Ordinamenta Illustris Reipublicae ac Perpetuae Libertatis Terrae Sancti Marini."
O novo sistema foi uma atualização do "Statuti Comunali" (Estatuto da Cidade) que serviu a San Marino desde cerca de 1300. As instituições existentes, como o Conselho dos Sessenta, foram transportadas a partir deste período. Os Estatutos formam a base de todas as leis em vigor hoje.

### Livro Um
O primeiro livro contém 62 artigos. É de caráter constitucional e descreve os vários conselhos de San Marino, tribunais, vários cargos administrativos, incluindo os Capitães-Regentes, e os poderes que lhes são atribuídos. Os dois últimos artigos explicam como a lei deve ser interpretada e alterada, incluindo também a forma como a lei deve ser promulgada.

### Livro Dois
O segundo livro, chamado "Civilium Causarum", contém 75 artigos. A primeira metade prevê procedimentos de direito civil abrangendo intimações, provas, inquirição de testemunhas e despesas judiciais. A segunda metade abrange menores, educação, salários da função pública e testamentos. Há uma seção que promove o compromisso para resolver disputas e outra que regulamenta o salário dos advogados.

### Livro Três
O terceiro livro, chamado "Maleficiorum", contém 74 artigos e aborda o direito penal. A acusação de atos criminosos é reservada apenas ao Estado. As leis fornecem uma fórmula pela qual a punição deve ser proporcional ao delito e quaisquer circunstâncias atenuantes. Atenção especial é dada à proteção dos bens do Estado e da Igreja e à prevenção da poluição das fontes de água.

### Livro Quatro
O quarto livro, chamado De "Appellationibus", contém 15 artigos. O volume explica como os juízes são nomeados, a classificação das sentenças, recursos e garantias recorrentes.

### Livro Cinco
O quinto livro, chamado "Extraordinarium", contém 46 artigos que cobrem diversos tópicos. Estes incluem a venda de carne, saneamento e saúde, reservas de água e estradas.

### Livro Seis
O sexto livro contém 42 artigos e aborda compensação, pesos e cultivo de plantas. Em particular, explica que os chefes de família são responsáveis pelas ações de seus filhos e de quaisquer servos.

## Declaração dos Direitos do Cidadão
Em 12 de julho de 1974, os Capitães-Regentes assinaram uma lei (59/1974) aprovada pelo Grande e Conselho Geral contendo uma declaração dos direitos do cidadão e os princípios fundamentais da ordem jurídica de San Marino. A Declaração começa com um repúdio à guerra. Ela afirma que o povo é soberano e explica como a doutrina da separação de poderes é aplicável a San Marino. Aos cidadãos são garantidos certos direitos, incluindo igualdade, inviolabilidade, liberdade e sufrágio universal.
Jorri Duursma descreve a lei de 1974 como a lei fundamental da República.

A Declaração foi alterada em 2002, fornecendo mais detalhes constitucionais sobre a organização do governo e estabelecendo o Painel de Fiadores sobre a Constitucionalidade das Regras, que é um tribunal responsável por avaliar o cumprimento das leis com relação à Declaração de Direitos.